# Skallig barbett
Skallig barbett (Gymnobucco calvus) är en fågel i familjen afrikanska barbetter inom ordningen hackspettartade fåglar.

## Utseende och läte
Skallig barbett är en mörk, knubbig barbett med ljusgul näbb och avsaknad av fjädrar i ansiktet och på hjässan. Fjäderdräkten är genomgående gråbrun, med blågrå eller mörkgrå bar hud i ansiktet. Fåglar i Angola (vernayi, se nedan) har ljus strupe. Från andra barbetter skiljer den sig också genom avsaknad av fjädertofsar ovan näbben. Lätet är ett vasst "tew", ibland följt av ett skallrande ljud eller andra hårda toner.

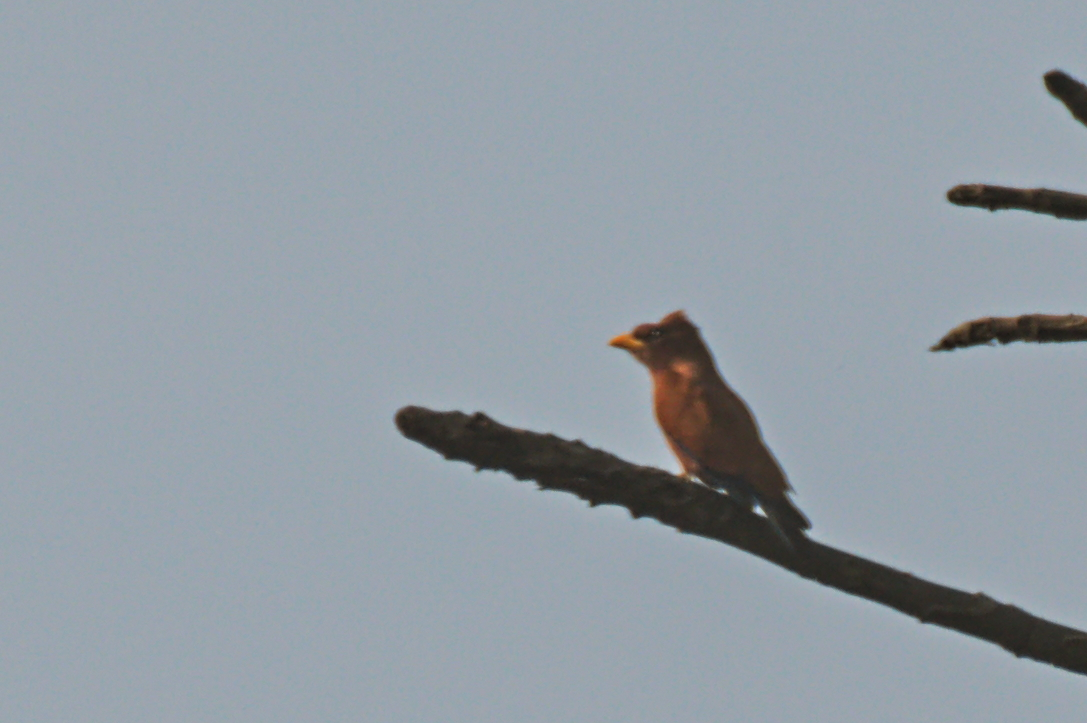

## Utbredning och systematik
Skallig barbett förekommer i västra och centrala Afrika. Den delas in i tre underarter med följande utbredning:
- Gymnobucco calvus calvus – förekommer i låglänta skogar från Sierra Leone till Kamerun och Gabon
- Gymnobucco calvus congicus – förekommer i västra Kongo-Brazzaville och västra Kongo-Kinshasa mot nordvästra Angola
- Gymnobucco calvus vernayi – förekommer i höglänta områden i västra och centrala Angola

Birdlife International och internationella naturvårdsunionen IUCN urskiljer sedan 2014 underarten vernayi som en egen art.

## Levnadssätt
Skallig barbett påträffas enstaka eller i smågrupper, även om större samlingar kan ses, framför allt kring häckningskolonier i träd.

## Status
IUCN bedömer hotstatus för vernayi och övriga underarter var för sig, vernayi som sårbar och resterande population som livskraftig.